# Léon-Lucien Goupil
Pour les articles homonymes, voir Goupil.
Léon-Lucien Goupil, dit parfois Léon Goupil (1834-1891), est un peintre français.

## Biographie
Fils de Marie-Élisabeth Havard et de Pierre-Charles Goupil, Paul Léon Lucien Goupil est né le 11 janvier 1834 à Paris. Il est le frère aîné de Jules-Adolphe Goupil, peintre avec lequel il ne faut pas le confondre.
Il est élève à l'école des beaux-arts de Paris et suit l'enseignement de Henry et Ary Scheffer.
Il débute au Salon de Paris en 1850 avec un autoportrait peint ; il est dit habiter au 9 rue de Montyon. Il y expose ensuite, de 1853 à 1859, essentiellement des portraits. En 1863, il expose au Salon des refusés Anne de Boleyn devant ses juges. En 1866, au Salon, il expose La Fiancée du timbalier d'après un thème de Victor Hugo. 
À partir de 1872, il vit entre Bruxelles et Anvers et réside chez son frère quand il descend à Paris. Vers 1879, il revient vivre dans la capitale française. En 1887, toujours au Salon, il expose le Portrait du dompteur Pezon ; c'est là son ultime participation à cet événement.
Il meurt le 16 février 1891 dans le 18e arrondissement de Paris en son domicile au 32 rue Tholozé. Il était marié à Barbe-Eugénie Baucher.
Le peintre Paul Forêt (1856-1934) fut son élève.

## Conservation

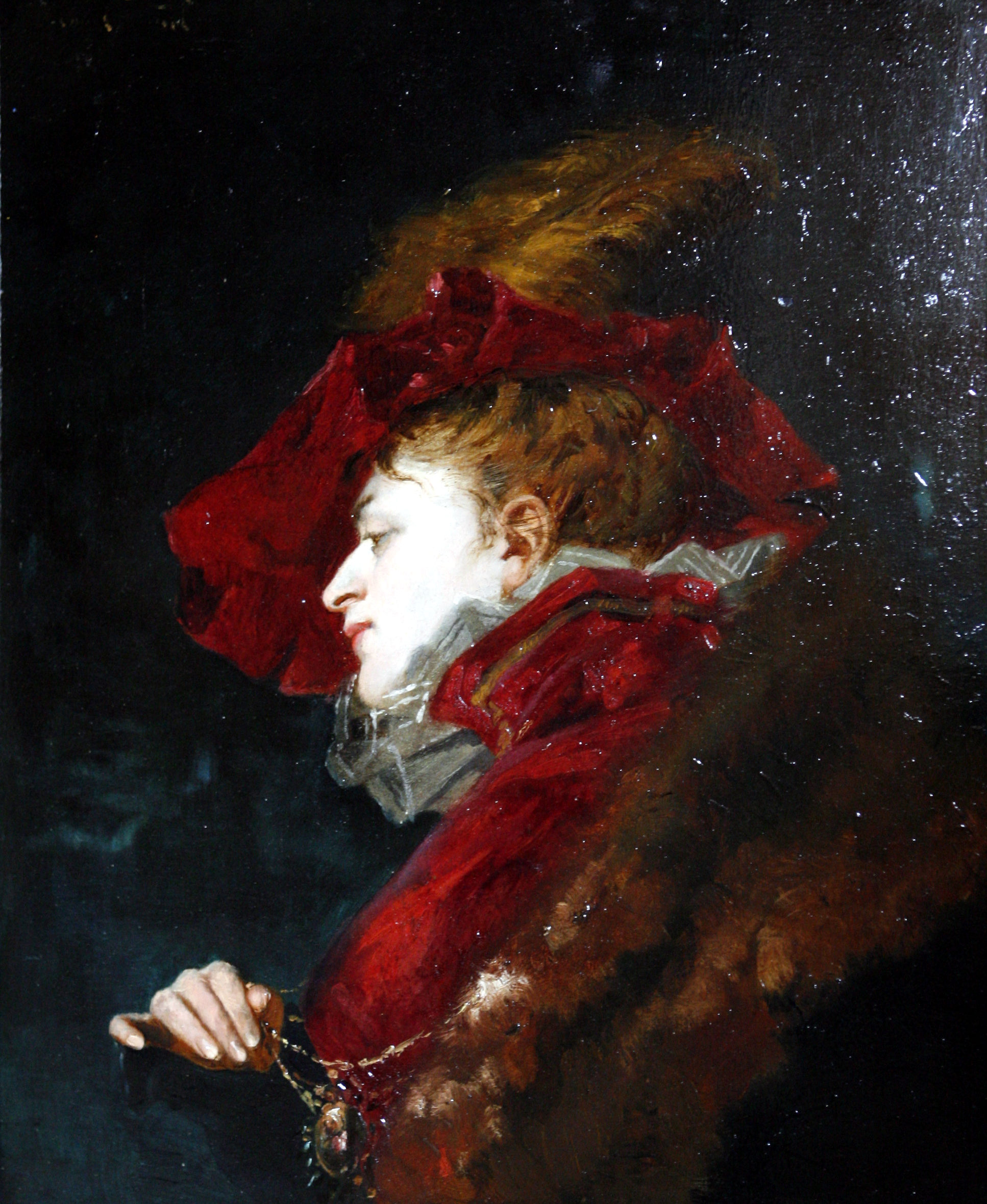
Portrait de Sarah Bernhardt, musée des beaux-arts de Dijon.

- La Charité, huile sur toile, 1864, Compiègne, musée national du château de Compiègne[8].
- Le Vendredi Saint. L'Adoration de la vraie croix, huile sur toile, 1868, musée des beaux-arts de Pau[9].
- Luther à Wartburg, huile sur toile, 1870, musée des beaux-arts de Bordeaux[10].
- Portrait de Sarah Bernhardt, huile sur toile, s.d., ancienne collection Pierre Balmain, musée des beaux-arts de Dijon[11].
- Portrait d'un garçon en habit du XVIIIe siècle, huile sur bois, Buenos Aires, musée national des Beaux-Arts.
- Tête de femme, huile sur toile, s.d., musée des beaux-arts de Rennes[12].